# Lilla Bällsjön
Lilla Bällsjön är en sjö i Hylte kommun i Halland och ingår i Nissans huvudavrinningsområde.